# 1438
1438. је била проста година.

## Догађаји
- 1. јануар — Алберт II Немачки је крунисан као краљ Угарске.
- 18. март — Алберт II Хабзбуршки постаје краљ Немачке.